# Liste der Baudenkmale in Barenburg
In der Liste der Baudenkmale in Barenburg sind alle Baudenkmale der niedersächsischen Gemeinde Barenburg aufgelistet. Die Quelle der  Baudenkmale ist der Denkmalatlas Niedersachsen. Der Stand der Liste ist der 20. März 2021.

## Allgemein
In den Spalten befinden sich folgende Informationen:
- Lage: die Adresse des Baudenkmales und die geographischen Koordinaten. Kartenansicht, um Koordinaten zu setzen. In der Kartenansicht sind Baudenkmale ohne Koordinaten mit einem roten Marker dargestellt und können in der Karte gesetzt werden. Baudenkmale ohne Bild sind mit einem blauen Marker gekennzeichnet, Baudenkmale mit Bild mit einem grünen Marker.
- Bezeichnung: Bezeichnung des Baudenkmales
- Beschreibung: die Beschreibung des Baudenkmales. Unter § 3 Abs. 2 NDSchG werden Einzeldenkmale und unter § 3 Abs. 3 NDSchG Gruppen baulicher Anlagen und deren Bestandteile ausgewiesen.
- ID: die Objekt-ID des Baudenkmales
- Bild: ein Bild des Baudenkmales, ggf. zusätzlich mit einem Link zu weiteren Fotos des Baudenkmals im Medienarchiv Wikimedia Commons. Wenn man auf das Kamerasymbol klickt, können Fotos zu Baudenkmalen aus dieser Liste hochgeladen werden:

## Barenburg

### Gruppe: Kirchenanlage Barenburg
Die Gruppe „Kirchenanlage Barenburg“ besteht aus dem Kirchhof mit der Kirche und dem Kriegerdenkmal. Die Gruppe hat die ID 54121481.

| Lage                                      | Bezeichnung    | Beschreibung | ID       | Bild           |
| ----------------------------------------- | -------------- | --- | -------- | -------------- |
| Im Flecken 46 52° 37′ 15″ N, 8° 47′ 57″ O | Kirche         | Die heute evangelische Heilig-Kreuz-Kirche wurde im 13. Jahrhundert auf einer heiligen Quelle errichtet und im 15. Jahrhundert umgestaltet. Das Kreuzrippengewölbe soll um 1500 eingezogen worden sein. 1952 wurde der Turm anstelle eines hölzernen Glockenstuhls errichtet. Der Taufstein datiert auf das Jahr 1484. Kanzel und Kronleuchter sind aus dem 17. Jahrhundert. Der Altar wird auf die Zeit um 1730 datiert. | 34425819 | Weitere Bilder |
| Im Flecken 46 52° 37′ 15″ N, 8° 47′ 57″ O | Kirchhof       | Der Kirchhof aus dem 19. Jahrhundert birgt noch zahlreiche Grabstellen. | 34425874 |                |
| Im Flecken 46 52° 37′ 16″ N, 8° 47′ 57″ O | Kriegerdenkmal | Um 1920 wurde ein Natursteinblock mit Inschriften der Namen der Gefallenen des Ersten Weltkriegs auf einem stufigen Sockel aufgestellt. Um 1950 wurden drei weitere Steine aufgestellt, um an die Gefallenen des Zweiten Weltkriegs zu erinnern. | 34425898 |                |

### Einzelbaudenkmale
| Lage                                      | Bezeichnung | Beschreibung | ID       | Bild           |
| ----------------------------------------- | ----------- | --- | -------- | -------------- |
| Zum Bahnhof 52° 37′ 45″ N, 8° 46′ 42″ O   | Friedhof    | Der jüdische Friedhof war ausweislich der 51 Grabsteine aus Sandstein von 1828 bis 1938 in Nutzung. Der Friedhof ist durch eine Hecke eingefriedet. | 34425849 | Weitere Bilder |
| Im Flecken 25 52° 37′ 14″ N, 8° 47′ 54″ O | Speicher    | Der zweigeschossige Fachwerkspeicher steht unter einem Satteldach.                                                                                  | 34425792 |                |

### Ehemalige Einzelbaudenkmale
| Lage                                   | Bezeichnung              | Beschreibung                                                                                          | ID       | Bild |
| -------------------------------------- | ------------------------ | --- | -------- | ---- |
| Im Flecken 3 52° 37′ 6″ N, 8° 48′ 0″ O | Wohn-/Wirtschaftsgebäude | Das Zweiständer-Hallenhaus von 1796 wurde abgebrochen und 1999 aus dem Denkmalverzeichnis gestrichen. | 34425765 | BW   |